# Elżbieta Junosza-Stępkowska
Elżbieta Junosza-Stępkowska (ur. 1936 w Warszawie, zm. 13 października 2015) – polska dziennikarka.
Pracowała m.in. w pismach: "Kierunki", "Słowo Powszechne", "Kurier Polski", "VETO Tygodnik Każdego Konsumenta". Była redaktorem naczelnym magazynu gospodarczo-kulturalno-turystycznego "Malwa".
Autorka cyklu książek pt. Gwiazdy gotują dla nas (t. I–IV, wyd. 1990, ISBN 83-202-0775-4; 1992, ISBN 83-85315-04-7; 1995, 2006).
Zmarła 13 października 2015 roku, spoczywa w Miechowie. 